# Alessandro (opera)

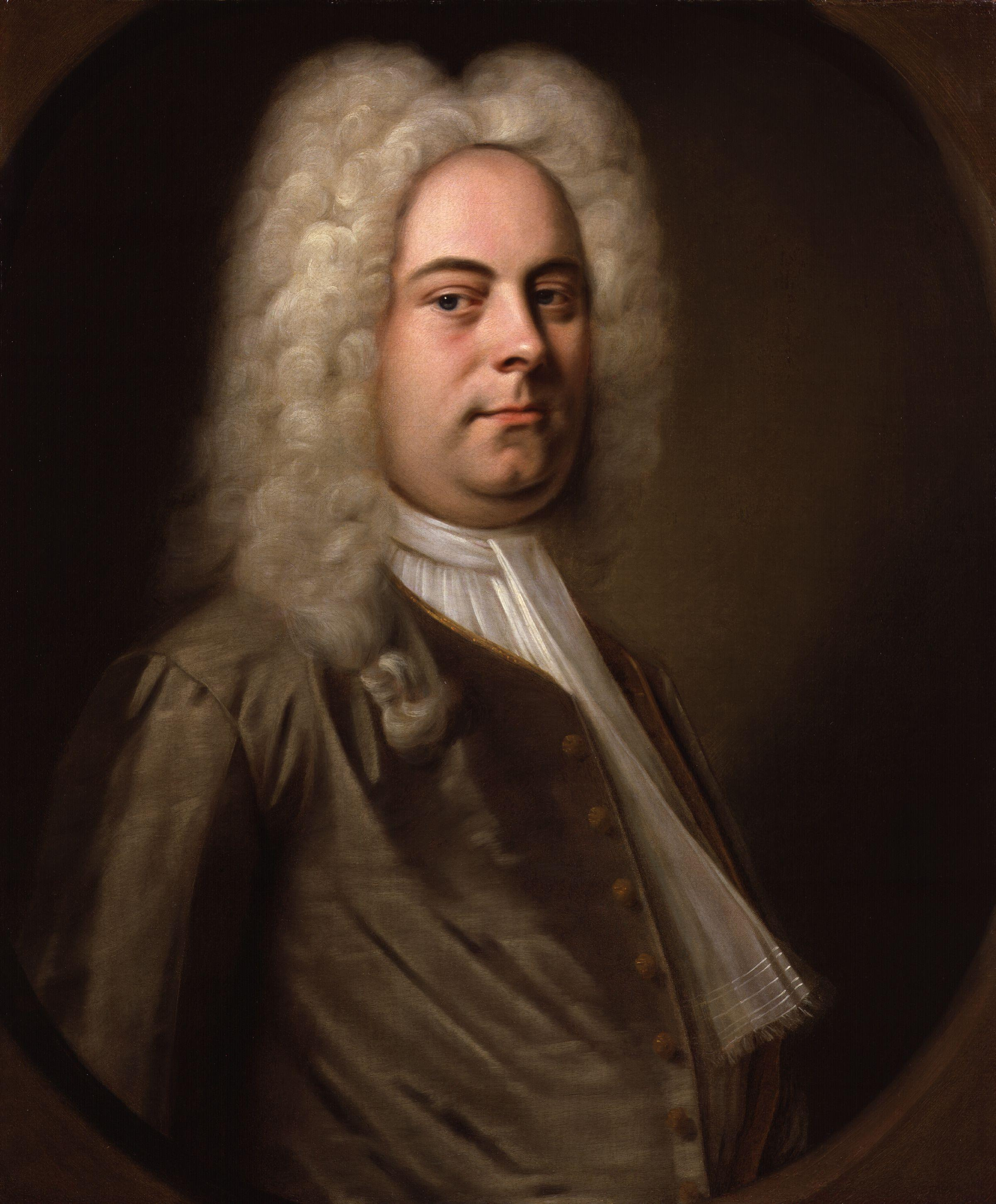
Georg Friedrich Händel

Alessandro (HWV 21) är en opera seria i tre akter med musik av Georg Friedrich Händel och libretto av Paolo Rolli, omarbetat efter Ortensio Mauros libretto La superbia d'Alessandro (1704). Texten bygger på historien om den Alexander den stores resa till Indien.

## Historia
Operan Alessandro hade flera kopplingar till kungahuset Hannover; Mauros originallibretto skrevs för en föreställning i Hannover 1690. Den blivande kung Georg I av Storbritannien hade med stor säkerhet sett den föreställningen och även senare Händels opera i London, som hade premiär den 12 mars 1726 på The Queen's Theatre, Haymarket, London (senare The King's Theatre). Huruvida kung Georg var avsedd att identifieras som Alexander den store är okänt, liksom om kvinnorna i operan skulle föreställa hans älskarinnor. Vad som är känt är att premiärpublikens uppmärksamhet inte var riktat mot den kungliga logen utan mot scenen och dess konkurrerande storstjärnor, sopranerna Francesca Cuzzoni och Faustina Bordoni. Händel hade komponerat en terzett för de båda damerna och Alessandro men det visade sig vara en dålig idé. De båda divorna började nämligen slåss på scenen och Cuzzoni anslöt sig därefter till ett rivaliserande operasällskap. Episoden parodierades i Tiggaroperan.

## Personer

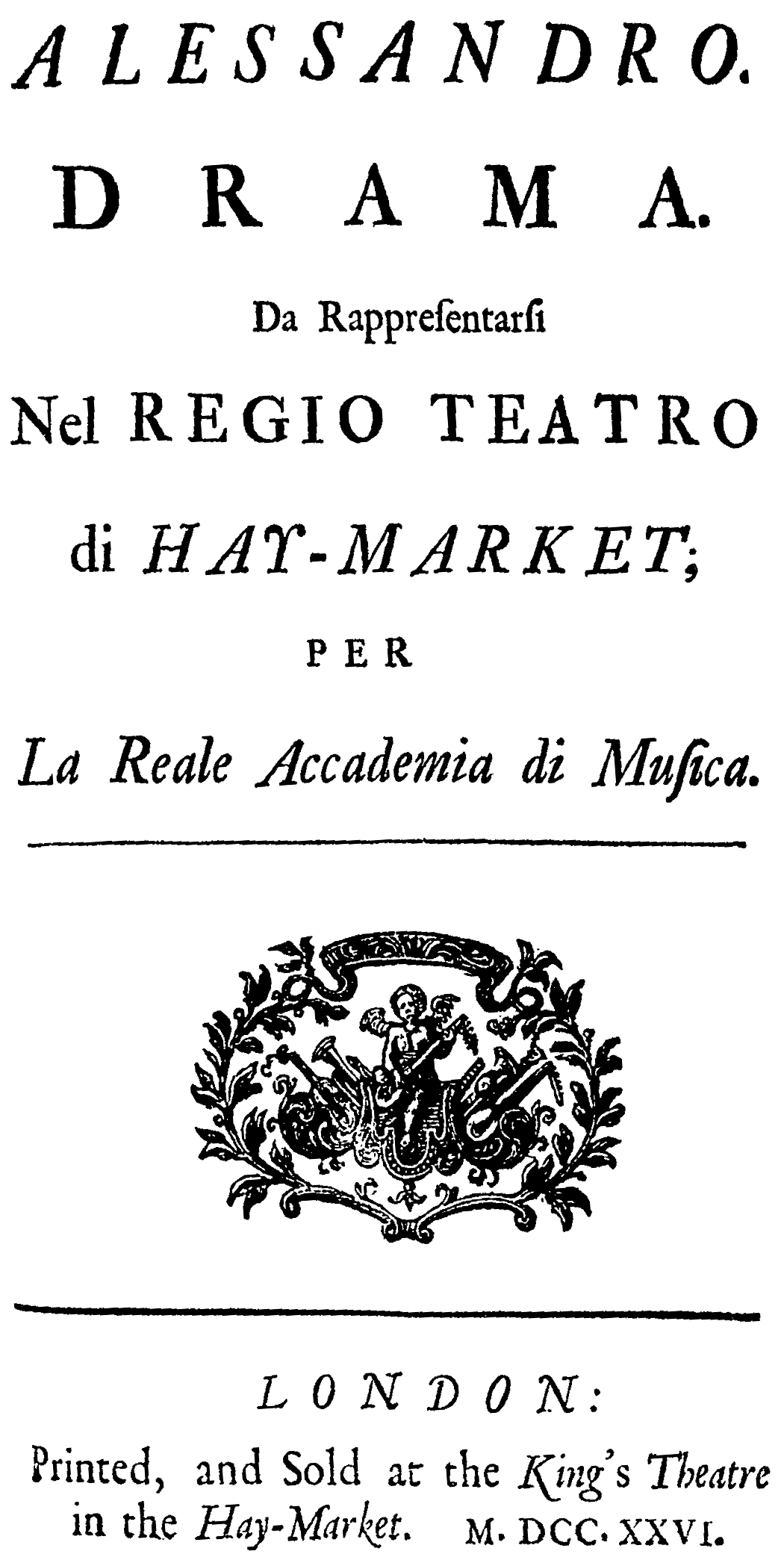
Framsida av librettot.

- Alessandro (altkastrat)
- Rossane (sopran)
- Lisaura (sopran)
- Tassile (altkastrat)
- Clito (bas)
- Leonato (tenor)
- Cleone (kontraalt)

## Handling

### Akt I
Alessandro segrar efter att ha belägrat den indiska staden Oxidraca. Han blir bekant med två kvinnor, slavinnan Rossane och prinsessan Lisaura. Alessandro förälskar sig i Rossane men vill ändå uppmuntra Lisaura. Den indiske kungen Tassile älskar Lisaura men då han har avsagt sig tronen till Alessandro är han oförmögen att förhindra Lisauras intresse för Alessandro. Den makedoniske kaptenen Cleone är också förälskad i Rossane men fruktar den mäktige Alessandro. Alessandro räknar sin härkomst från överguden Jupiter och vid en offerfest till dennes ära vägrar den makedoniske generalen Clito att stämma in i hyllningarna till Alessandros gudomliga härkomst.

### Akt II
Lisaura upptäcker att även Rossane älskar Alessandro. Rossane ber Alessandro att bevisa hans kärlek till henne genom att frige henne vilket han gör efter en viss tvekan. Clito vägrar åter igen att erkänna Alessandros gudomlighet. I en procession faller baldakinen över Alessandro ner och han anklagar Clito för detta och låter fängsla honom trots Clitos lojalitetsförklaring. Tassile låter samla ihop sin armé i fall Alessandro behöver stöd. Ledaren Leonato rapporterar att då indierna tror att Alessandro har dött har de förenat sig med fienden.

### Akt III
Leonato friger Clito. Lisaura ber Alessandro att återgälda hennes kärlek men han svarar att det vore att svika Tassile. Med stöd av Tassiles trupper besegrar Alessandro upproret. Leonato och Clito bevisar sin lojalitet i striden. Fred råder i riket och de två kärleksparen firar i Jupitertemplet.